# Sphinctopsylla inca
Sphinctopsylla inca är en loppart som först beskrevs av Rothschild 1914.  Sphinctopsylla inca ingår i släktet Sphinctopsylla och familjen Stephanocircidae. Inga underarter finns listade i Catalogue of Life.